# Premio The Best FIFA

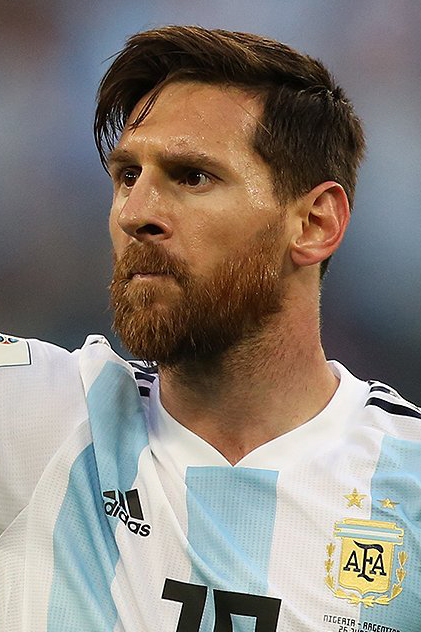
Lionel Messi, jugador más galardonado y con más podios.

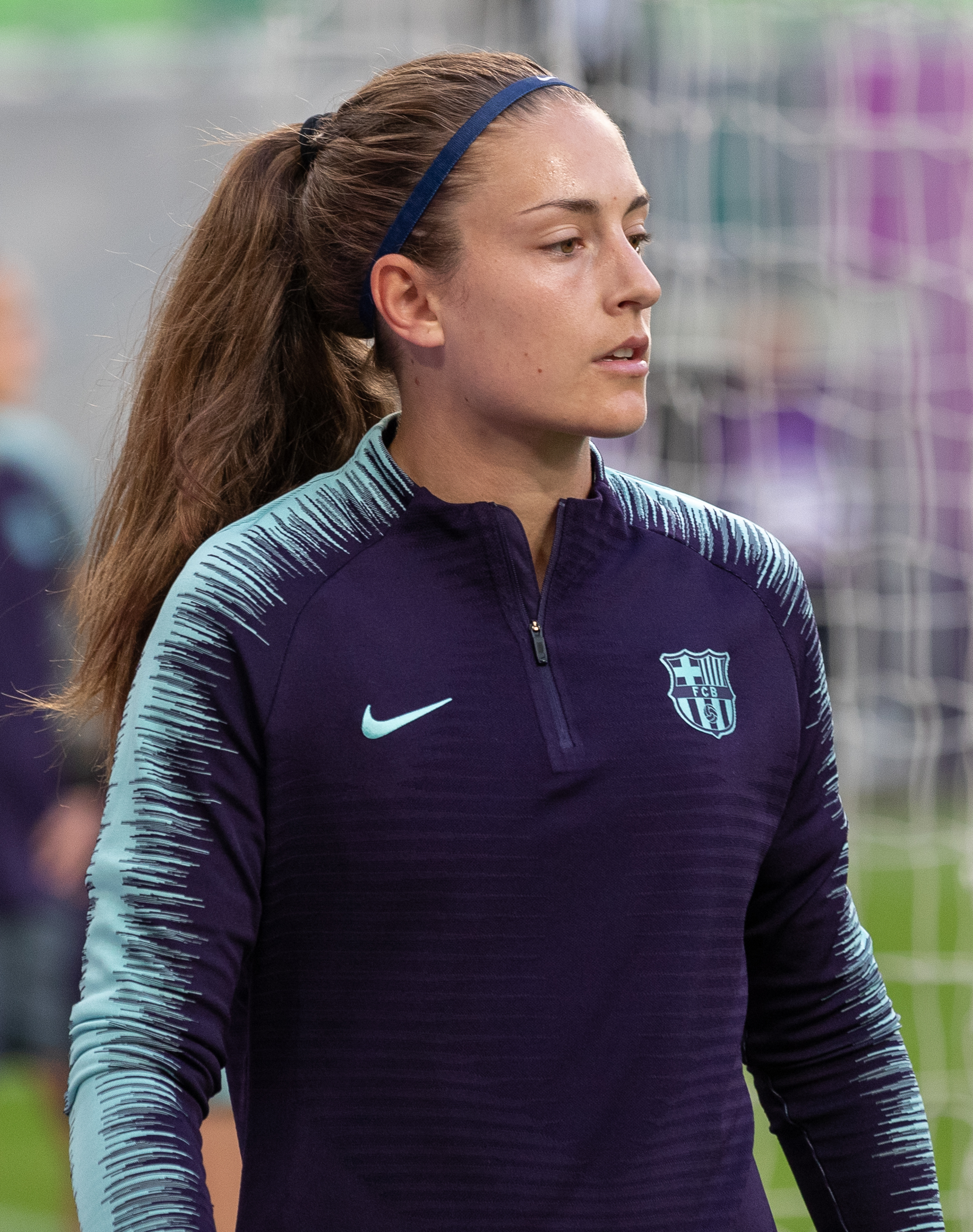
Alexia Putellas, jugadora más galardonada.

The Best FIFA es un premio individual de fútbol, que la FIFA decidió crear en el año 2016 con la finalidad de reconocer a los mejores jugadores del mundo de cada temporada. El premio se otorga junto con otros varios como el de mejor entrenador en la gala anual del organismo conocida como The Best FIFA Football Awards (en español: The Best Premios FIFA del Fútbol).

## Historia
El premio aparece en sustitución del FIFA Balón de Oro (en francés: FIFA Ballon d'Or) que era un premio individual, creado el 5 de julio de 2010, y se otorgaba anualmente al mejor jugador de fútbol del mundo. Este premio fue el resultado de la unificación entre el Balón de Oro —entregado por la revista France Football— y el Jugador Mundial de la FIFA —entregado por la FIFA—.
En 2010 la FIFA y el grupo editorial Amaury, propietario del diario deportivo France Football, llegaron a un acuerdo mediante el cual los trofeos, FIFA World Player o Jugador Mundial FIFA y el Balón de Oro pasaron a conformar un mismo galardón que llevó el nombre de FIFA Balón de Oro entre 2010 y 2015; durante seis ediciones. Disuelto el FIFA Balón de Oro en 2016, cada entidad continuó por su cuenta entregando el premio a los mejores del mundo en cuanto a fútbol se refiere.
El nuevo premio de la FIFA es decantado por las votaciones de los capitanes y entrenadores de todas las selecciones nacionales de cada una de las federaciones afiliadas a la FIFA en los cinco continentes, a los que se suman los de periodistas especializados y aficionados (a diferencia del Balón de Oro, potestad únicamente de periodistas especializados). Cada capitán y seleccionador vota a tres jugadores, otorgándole cinco puntos al primer clasificado, tres al segundo y uno al tercero, con la única condición de no poder votar a un jugador de la misma selección nacional. A la hora de votar se tienen en cuenta los méritos contraídos por los jugadores tanto en la trayectoria llevada a cabo con sus clubes, como con sus selecciones nacionales.
Tras el recuento de todos los votos, la FIFA convoca a los tres primeros clasificados masculinos y a las tres femeninas a una gala que tiene lugar en Zúrich (Suiza) a principios de temporada. En esa gala se desvela el orden final de las votaciones, y se hace entrega de los premios.

### Desvinculación de France Football
Tras la breve fusión del Balón de Oro y el Jugador Mundial de la FIFA (en inglés: FIFA World Player) en un intento por unificar los dos premios que designan al mejor jugador del año, se produjeron diversos desacuerdos entre France Football y la FIFA que no trascendieron a la opinión pública que llevaron a la ruptura del acuerdo tras apenas cinco años.
Ambos organizadores decidieron entonces romper el acuerdo establecido pasando nuevamente cada ente a entregar su propio premio. Así, la publicación francesa restableció el Balón de Oro, mientras que la federación internacional inauguró el The Best FIFA como sucesor del histórico FIFA World Player.
Tras una primera concesión del premio al portugués Cristiano Ronaldo, el galardón del máximo estamento futbolístico quiso distanciarse aún más del prestigioso premio de la revista francesa, cambiando para su segundo fallo los criterios de fechas. Entregado desde entonces en el mes de octubre, tras el parón estival que marca el fin de la temporada futbolística en la mayoría de los territorios FIFA, pretendió así designar al mejor jugador de la temporada en lugar del mejor jugador del año, criterio que siguió mostrando el Balón de Oro.
En 2021 se otorgó un premio especial honorífico a Cristiano Ronaldo por situarse como el máximo goleador histórico de todas las selecciones nacionales tras superar el anterior registro de 109 goles establecido por Ali Daei.

## Historial

### Futbolistas
| Categoría masculina   | Categoría masculina                              | Categoría masculina | Categoría masculina                              | Categoría masculina | Categoría masculina                         | Categoría masculina |
|                       | Primero                                          |                     | Segundo                                          |                     | Tercero                                     |                     |
| --------------------- | ------------------------------------------------ | ------------------- | ------------------------------------------------ | ------------------- | ------------------------------------------- | ------------------- |
| 2016                  | Cristiano Ronaldo (Real Madrid C. F.)            | 34.54               | Lionel Messi (F. C. Barcelona)                   | 26.42               | Antoine Griezmann (Atlético de Madrid)      | 7.53                |
| 2017                  | Cristiano Ronaldo (Real Madrid C. F.)            | 43.16               | Lionel Messi (F. C. Barcelona)                   | 19.25               | Neymar (F. C. Barcelona)                    | 6.97                |
| 2018                  | Luka Modrić (Real Madrid C. F.)                  | 29.05               | Cristiano Ronaldo (Real Madrid C. F.)            | 19.08               | Mohamed Salah (Liverpool F. C.)             | 11.23               |
| 2019                  | Lionel Messi (F. C. Barcelona)                   | 19.83               | Virgil van Dijk (Liverpool F. C.)                | 16.38               | Cristiano Ronaldo (Juventus F. C.)          | 15.52               |
| 2020                  | Robert Lewandowski (F. C. Bayern)                | 19.26               | Cristiano Ronaldo (Juventus F. C.)               | 14.07               | Lionel Messi (F. C. Barcelona)              | 12.96               |
| 2021                  | Robert Lewandowski (F. C. Bayern)                | 48                  | Lionel Messi (F. C. Barcelona)                   | 44                  | Mohamed Salah (Liverpool F. C.)             | 39                  |
| 2022                  | Lionel Messi (Paris Saint-Germain F. C.)         | 52                  | Kylian Mbappé (Paris Saint-Germain F. C.)        | 44                  | Karim Benzema (Real Madrid C. F.)           | 34                  |
| 2023                  | Lionel Messi (Inter Miami C. F.)                 | 48                  | Erling Haaland (Manchester City F. C.)           | 48                  | Kylian Mbappé (Paris Saint-Germain F. C.)   | 35                  |
| 2024                  | Vinícius Júnior (Real Madrid C. F.)              | 48                  | Rodri Hernández (Manchester City F. C.)          | 43                  | Jude Bellingham (Real Madrid C. F.)         | 37                  |
| Categoría femenina    |                                                  |                     |                                                  |                     |                                             |                     |
| 2016                  | Carli Lloyd (Houston Dash)                       | 20.68               | Marta Vieira (F. C. Rosengård)                   | 16.6                | Melanie Behringer (F. C. Bayern)            | 12.34               |
| 2017                  | Lieke Martens (F. C. Rosengård)                  | 21.72               | Carli Lloyd (Houston Dash)                       | 16.28               | Deyna Castellanos (Florida State Seminoles) | 11.69               |
| 2018                  | Marta Vieira (Orlando Pride)                     | 14.73               | Dzsenifer Marozsán (Olympique Lyonnais)          | 12.86               | Ada Hegerberg (Olympique Lyonnnais)         | 12.60               |
| 2019                  | Megan Rapinoe (Seattle Reign F. C.)              | 19.74               | Alex Morgan (Orlando Pride)                      | 18.03               | Lucy Bronze (Olympique Lyonnais)            | 12.45               |
| 2020                  | Lucy Bronze (Olympique Lyonnais)                 | 22.32               | Pernille Harder (VfL Wolfsburg)                  | 17.17               | Wendie Renard (Olympique Lyonnais)          | 15.02               |
| 2021                  | Alexia Putellas (F. C. Barcelona)                | 52                  | Sam Kerr (Chelsea F. C.)                         | 38                  | Jenni Hermoso (F. C. Barcelona)             | 33                  |
| 2022                  | Alexia Putellas (F. C. Barcelona)                | 50                  | Alex Morgan (San Diego Wave F. C.)               | 37                  | Beth Mead (Arsenal W. F. C.)                | 37                  |
| 2023                  | Aitana Bonmatí (F. C. Barcelona)                 | 52                  | Linda Caicedo (Real Madrid C. F.)                | 40                  | Jenni Hermoso (C. F. Pachuca)               | 36                  |
| 2024                  | Aitana Bonmatí (F. C. Barcelona)                 | 52                  | Barbra Banda (Orlando Pride)                     | 39                  | Caroline Graham Hansen (F. C. Barcelona)    | 37                  |
| Categoría de porteros |                                                  |                     |                                                  |                     |                                             |                     |
| 2017                  | Gianluigi Buffon (Juventus F. C.)                | 42.42               | Manuel Neuer (F. C. Bayern)                      | 32.32               | Keylor Navas (Real Madrid C. F.)            | 10.10               |
| 2018                  | Thibaut Courtois (Chelsea F. C.)                 | 59.60               | Hugo Lloris (Tottenham Hotspur F. C.)            | 30.30               | Kasper Schmeichel (Leicester City F. C.)    | 11.10               |
| 2019                  | Alisson Becker (Liverpool F. C.)                 | 19.40               | Marc-André ter Stegen (F. C. Barcelona)          | 17.67               | Ederson Moraes (Manchester City F. C.)      | 10.34               |
| 2020                  | Manuel Neuer (F. C. Bayern)                      | 28                  | Alisson Becker (Liverpool F. C.)                 | 20                  | Jan Oblak (Atlético de Madrid)              | 12                  |
| 2021                  | Édouard Mendy (Chelsea F. C.)                    | 24                  | Gianluigi Donnarumma (A. C. Milan)               | 24                  | Manuel Neuer (F. C. Bayern)                 | 12                  |
| 2022                  | Emiliano Martínez (Aston Villa F. C.)            | 26                  | Thibaut Courtois (Real Madrid C. F.)             | 20                  | Yassine Bounou (Sevilla F. C.)              | 14                  |
| 2023                  | Ederson Moraes (Manchester City F. C.)           | 23                  | Thibaut Courtois (Real Madrid C. F.)             | 20                  | Yassine Bounou (Al-Hilal Saudi F. C.)       | 16                  |
| 2024                  | Emiliano Martínez (Aston Villa F. C.)            | 26                  | Ederson Moraes (Manchester City F. C.)           | 16                  | Unai Simón (Athletic Club)                  | 13                  |
| Categoría de porteras |                                                  |                     |                                                  |                     |                                             |                     |
| 2019                  | Sari van Veenendaal (Arsenal W. F. C.)           | -                   | Christiane Endler (Paris Saint-Germain F. C. F.) | -                   | Hedvig Lindahl (Chelsea F. C.)              | -                   |
| 2020                  | Sarah Bouhaddi (Olympique Lyonnais)              | 24                  | Christiane Endler (Paris Saint-Germain F. C. F.) | 22                  | Alyssa Naeher (Chicago Red Stars)           | 10                  |
| 2021                  | Christiane Endler (Paris Saint-Germain F. C. F.) | 26                  | Stephanie Labbé (F. C. Rosengård)                | 20                  | Ann-Katrin Berger (Chelsea F. C.)           | 14                  |
| 2022                  | Mary Earps (Manchester United W. F. C.)          | 26                  | Christiane Endler (Olympique Lyonnais)           | 22                  | Ann-Katrin Berger (Chelsea F. C.)           | 10                  |
| 2023                  | Mary Earps (Manchester United W. F. C.)          | 28                  | Catalina Coll (F. C. Barcelona)                  | 14                  | Mackenzie Arnold (West Ham United F. C. W.) | 12                  |
| 2024                  | Alyssa Naeher (Chicago Red Stars)                | 26                  | Catalina Coll (F. C. Barcelona)                  | 22                  | Mary Earps (Paris Saint-Germain F. C. F.)   | 11                  |

Notas: Hasta 2021, club en la temporada del premio. Desde 2022, club en el momento de recibir el premio. No incluidos anteriores galardones de Jugador Mundial de la FIFA (FIFA World Player).

### Entrenadores

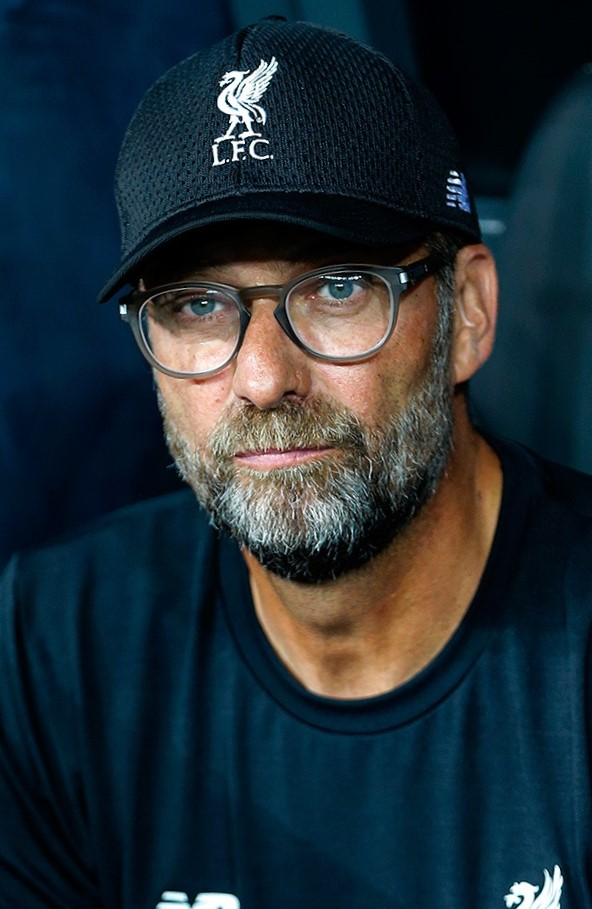
Jürgen Klopp, entrenador más laureado del premio.

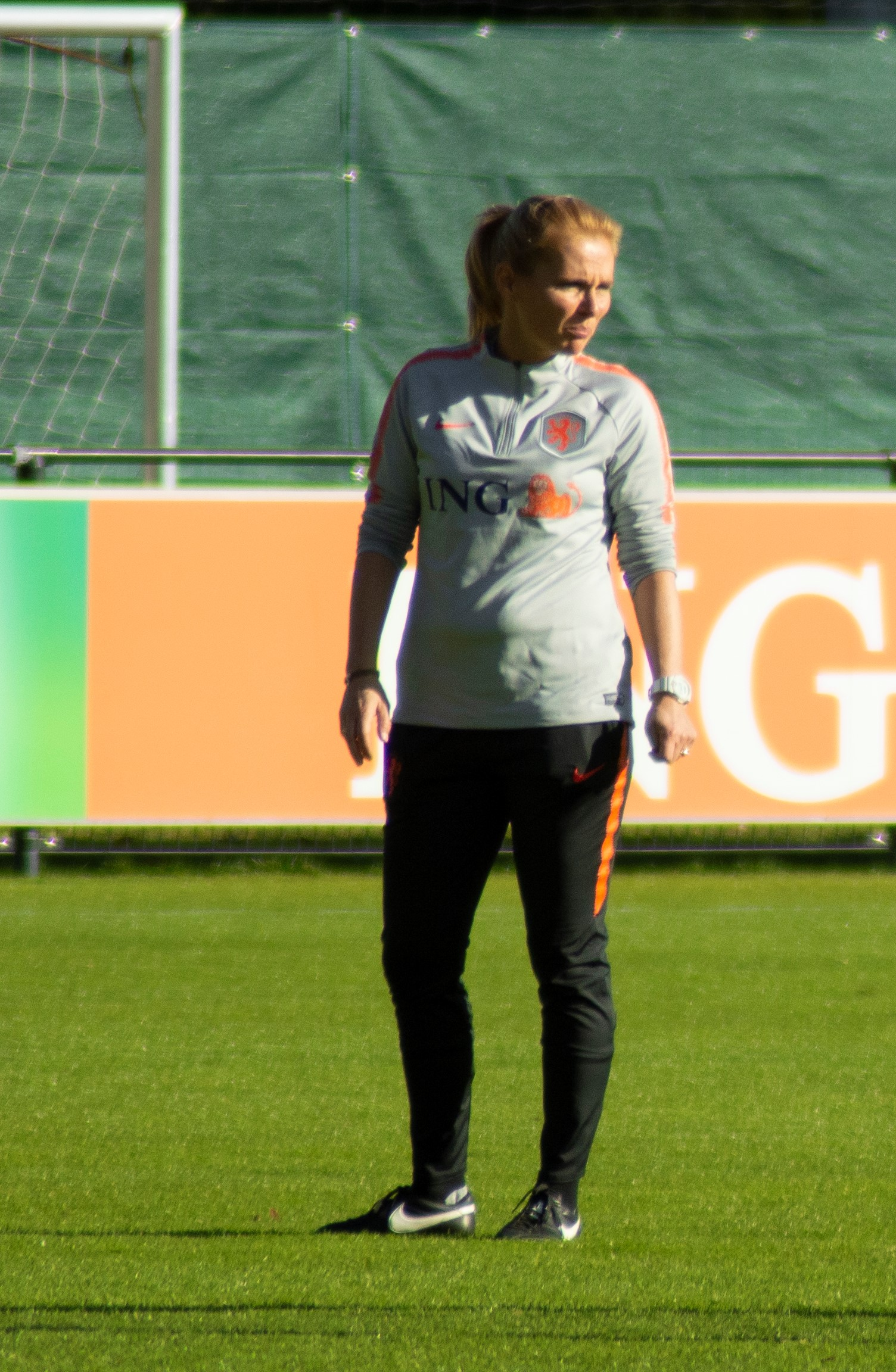
Sarina Wiegman, entrenadora más laureada del premio.

| Categoría masculina | Categoría masculina                    | Categoría masculina | Categoría masculina                   | Categoría masculina | Categoría masculina                           | Categoría masculina |
| Edición             | Primero                                |                     | Segundo                               |                     | Tercero                                       |                     |
| ------------------- | -------------------------------------- | ------------------- | ------------------------------------- | ------------------- | --------------------------------------------- | ------------------- |
| 2016                | Claudio Ranieri (Leicester City F. C.) | 22,06               | Zinedine Zidane (Real Madrid C. F.)   | 16,54               | Fernando Santos (Portugal)                    | 16,24               |
| 2017                | Zinedine Zidane (Real Madrid C. F.)    | 46,22               | Antonio Conte (Chelsea F. C.)         | 11,62               | Massimiliano Allegri (Juventus F. C.)         | 8,78                |
| 2018                | Didier Deschamps (Francia)             | 30,52               | Zinedine Zidane (Real Madrid C. F.)   | 25,74               | Zlatko Dalić (Croacia)                        | 11,81               |
| 2019                | Jürgen Klopp (Liverpool F. C.)         | 48                  | Pep Guardiola (Manchester City F. C.) | 38                  | Mauricio Pochettino (Tottenham Hotspur F. C.) | 27                  |
| 2020                | Jürgen Klopp (Liverpool F. C.)         | 24                  | Hans-Dieter Flick (F. C. Bayern)      | 24                  | Marcelo Bielsa (Leeds United F. C.)           | 11                  |
| 2021                | Thomas Tuchel (Chelsea F. C.)          | 28                  | Roberto Mancini (Italia)              | 15                  | Pep Guardiola (Manchester City F. C.)         | 14                  |
| 2022                | Lionel Scaloni (Argentina)             | 28                  | Carlo Ancelotti (Real Madrid C. F.)   | 17                  | Pep Guardiola (Manchester City F. C.)         | 12                  |
| 2023                | Pep Guardiola (Manchester City F. C.)  | 28                  | Luciano Spalletti (Italia)            | 18                  | Simone Inzaghi (F. C. Internazionale)         | 11                  |
| 2024                | Carlo Ancelotti (Real Madrid C. F.)    | 26                  | Xabi Alonso (Bayer Leverkusen)        | 22                  | Pep Guardiola (Manchester City F. C.)         | 10                  |
| Categoría femenina  |                                        |                     |                                       |                     |                                               |                     |
| 2016                | Silvia Neid (Alemania)                 | 29,99               | Jill Ellis (Estados Unidos)           | 16,68               | Pia Sundhage (Suecia)                         | 16,47               |
| 2017                | Sarina Wiegman (Países Bajos)          | 36,24               | Nils Nielsen (Dinamarca)              | 12,64               | Gérard Prêcheur (Olympique Lyonnais)          | 9,37                |
| 2018                | Reynald Pedros (Olympique Lyonnais)    | 23,15               | Sarina Wiegman (Países Bajos)         | 15,31               | Asako Takakura (Japón)                        | 12,80               |
| 2019                | Jill Ellis (Estados Unidos)            | 20.69               | Sarina Wiegman (Países Bajos)         | 17.24               | Phil Neville (Inglaterra)                     | 13.36               |
| 2020                | Sarina Wiegman (Países Bajos)          | 26                  | Jean-Luc Vasseur (Olympique Lyonnais) | 20                  | Emma Hayes (Chelsea F. C.)                    | 12                  |
| 2021                | Emma Hayes (Chelsea F. C.)             | 22                  | Lluís Cortés (F. C. Barcelona)        | 19                  | Sarina Wiegman (Países Bajos)                 | 14                  |
| 2022                | Sarina Wiegman (Inglaterra)            | 28                  | Sonia Bompastor (Olympique Lyonnais)  | 18                  | Pia Sundhage (Brasil)                         | 10                  |
| 2023                | Sarina Wiegman (Inglaterra)            | 28                  | Emma Hayes (Chelsea F. C.)            | 18                  | Jonatan Giráldez (F. C. Barcelona)            | 14                  |
| 2024                | Emma Hayes (Estados Unidos)            | 23                  | Jonatan Giráldez (Washington Spirit)  | 20                  | Arthur Elias (Brasil)                         | 13                  |

Notas: Hasta 2021, club o selección en la temporada del premio. Desde 2022, club o selección en el momento de recibir el premio. No incluidos anteriores galardones de FIFA Balón de Oro.

## Palmarés

### Jugadores
Nota: en negrita ediciones ganadas. En cursiva ediciones finalista.
| Jugador            | 1.º | 2.º | 3.º | Años galardonado                         |
| ------------------ | --- | --- | --- | ---------------------------------------- |
| Lionel Messi       | 3   | 3   | 1   | 2016, 2017, 2019, 2020, 2021, 2022, 2023 |
| Cristiano Ronaldo  | 2   | 2   | 1   | 2016, 2017, 2018, 2019, 2020             |
| Robert Lewandowski | 2   | -   | -   | 2020, 2021                               |
| Luka Modrić        | 1   | -   | -   | 2018                                     |
| Vinícius Júnior    | 1   | -   | -   | 2024                                     |
| Kylian Mbappé      | -   | 1   | 1   | 2022, 2023                               |
| Virgil van Dijk    | -   | 1   | -   | 2019                                     |
| Erling Haaland     | -   | 1   | -   | 2023                                     |
| Rodri Hernández    | -   | 1   | -   | 2024                                     |
| Mohamed Salah      | -   | -   | 2   | 2018, 2021                               |
| Antoine Griezmann  | -   | -   | 1   | 2016                                     |
| Neymar             | -   | -   | 1   | 2017                                     |
| Karim Benzema      | -   | -   | 1   | 2022                                     |
| Jude Bellingham    | -   | -   | 1   | 2024                                     |

Nota: No incluidos anteriores galardones de Jugador Mundial de la FIFA (FIFA World Player).

### Jugadoras
Nota: en negrita ediciones ganadas. En cursiva ediciones finalista.
| Jugador                | The Best | 2.º | 3.º | Años galardonado |
| ---------------------- | -------- | --- | --- | ---------------- |
| Alexia Putellas        | 2        | -   | -   | 2021, 2022       |
| Aitana Bonmatí         | 2        | -   | -   | 2023, 2024       |
| Carli Lloyd            | 1        | 1   | -   | 2016, 2017       |
| Marta Vieira           | 1        | 1   | -   | 2016, 2018       |
| Lucy Bronze            | 1        | -   | 1   | 2019, 2020       |
| Lieke Martens          | 1        | -   | -   | 2017             |
| Megan Rapinoe          | 1        | -   | -   | 2019             |
| Alex Morgan            | -        | 2   | -   | 2019             |
| Dzsenifer Marozsán     | -        | 1   | -   | 2018             |
| Pernille Harder        | -        | 1   | -   | 2020             |
| Sam Kerr               | -        | 1   | -   | 2021             |
| Linda Caicedo          | -        | 1   | -   | 2023             |
| Barbra Banda           | -        | 1   | -   | 2024             |
| Jenni Hermoso          | -        | -   | 2   | 2021, 2023       |
| Melanie Behringer      | -        | -   | 1   | 2016             |
| Deyna Castellanos      | -        | -   | 1   | 2017             |
| Ada Hegerberg          | -        | -   | 1   | 2018             |
| Wendie Renard          | -        | -   | 1   | 2020             |
| Beth Mead              | -        | -   | 1   | 2022             |
| Caroline Graham Hansen | -        | -   | 1   | 2024             |

Nota: No incluidos anteriores galardones de Jugador Mundial de la FIFA (FIFA World Player).

### Porteros

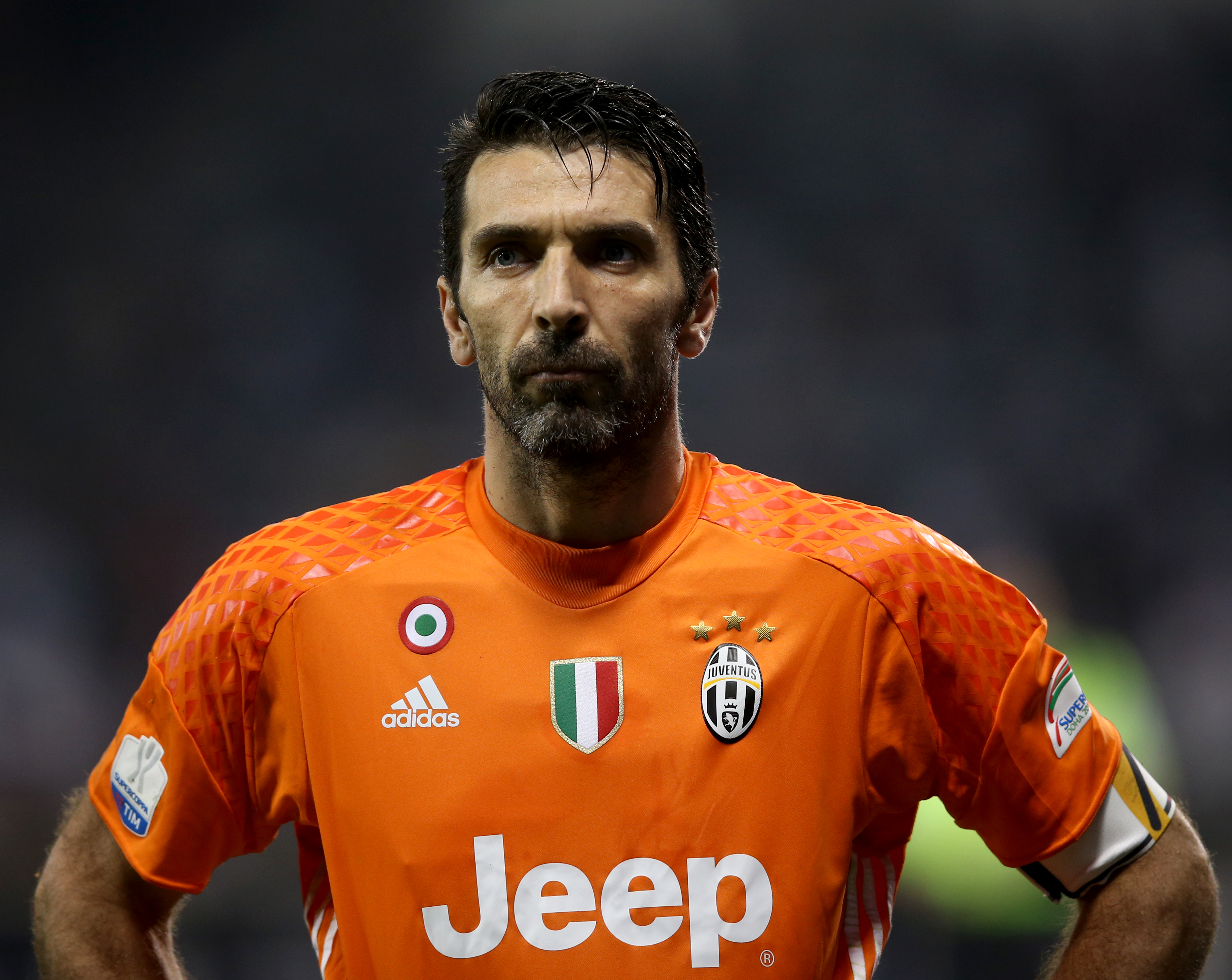
Gianluigi Buffon, primer guardameta en ganar el premio al mejor portero.

Nota: en negrita ediciones ganadas. En cursiva ediciones finalista. Resaltada la categoría femenina.
| Jugador               | The Best | 2.º | 3.º | Años galardonado |
| --------------------- | -------- | --- | --- | ---------------- |
| Emiliano Martínez     | 2        | -   | -   | 2022, 2024       |
| Thibaut Courtois      | 1        | 2   | -   | 2018, 2022, 2023 |
| Manuel Neuer          | 1        | 1   | 1   | 2017, 2020, 2021 |
| Ederson Moraes        | 1        | 1   | 1   | 2019, 2023, 2024 |
| Alisson Becker        | 1        | 1   | -   | 2019, 2020       |
| Gianluigi Buffon      | 1        | -   | -   | 2017             |
| Édouard Mendy         | 1        | -   | -   | 2021             |
| Hugo Lloris           | -        | 1   | -   | 2018             |
| Marc-André ter Stegen | -        | 1   | -   | 2019             |
| Gianluigi Donnarumma  | -        | 1   | -   | 2021             |
| Yassine Bounou        | -        | -   | 2   | 2022, 2023       |
| Keylor Navas          | -        | -   | 1   | 2017             |
| Kasper Schmeichel     | -        | -   | 1   | 2018             |
| Jan Oblak             | -        | -   | 1   | 2020             |
| Unai Simón            | -        | -   | 1   | 2024             |

### Porteras
Nota: en negrita ediciones ganadas. En cursiva ediciones finalista. Resaltada la categoría femenina.
| Jugador             | The Best | 2.º | 3.º | Años galardonado       |
| ------------------- | -------- | --- | --- | ---------------------- |
| Mary Earps          | 2        | -   | 1   | 2022, 2023, 2024       |
| Christiane Endler   | 1        | 3   | -   | 2019, 2020, 2021, 2022 |
| Alyssa Naeher       | 1        | -   | 1   | 2020, 2024             |
| Sari van Veenendaal | 1        | -   | -   | 2019                   |
| Sarah Bouhaddi      | 1        | -   | -   | 2020                   |
| Catalina Coll       | -        | 2   | -   | 2023, 2024             |
| Stephanie Labbé     | -        | 1   | -   | 2021                   |
| Ann-Katrin Berger   | -        | -   | 2   | 2021, 2022             |
| Hedvig Lindahl      | -        | -   | 1   | 2019                   |
| Mackenzie Arnold    | -        | -   | 1   | 2023                   |

### Entrenadores fútbol masculino
Nota: en negrita ediciones ganadas. En cursiva ediciones finalista. Resaltada la categoría femenina.
| Entrenador           | The Best | 2.º | 3.º | Años galardonado             |
| -------------------- | -------- | --- | --- | ---------------------------- |
| Jürgen Klopp         | 2        | -   | -   | 2019, 2020                   |
| Zinedine Zidane      | 1        | 2   | -   | 2016, 2017, 2018             |
| Pep Guardiola        | 1        | 1   | 3   | 2019, 2021, 2022, 2023, 2024 |
| Carlo Ancelotti      | 1        | 1   | -   | 2022, 2024                   |
| Claudio Ranieri      | 1        | -   | -   | 2016                         |
| Didier Deschamps     | 1        | -   | -   | 2018                         |
| Thomas Tuchel        | 1        | -   | -   | 2021                         |
| Lionel Scaloni       | 1        | -   | -   | 2022                         |
| Antonio Conte        | -        | 1   | -   | 2017                         |
| Hans-Dieter Flick    | -        | 1   | -   | 2020                         |
| Roberto Mancini      | -        | 1   | -   | 2021                         |
| Luciano Spalletti    | -        | 1   | -   | 2023                         |
| Xabi Alonso          | -        | 1   | -   | 2024                         |
| Fernando Santos      | -        | -   | 1   | 2016                         |
| Massimiliano Allegri | -        | -   | 1   | 2017                         |
| Zlatko Dalić         | -        | -   | 1   | 2018                         |
| Mauricio Pochettino  | -        | -   | 1   | 2019                         |
| Marcelo Bielsa       | -        | -   | 1   | 2020                         |
| Simone Inzaghi       | -        | -   | 1   | 2023                         |

Nota: No incluidos anteriores galardones de FIFA Balón de Oro.

### Entrenadores fútbol femenino
Nota: en negrita ediciones ganadas. En cursiva ediciones finalista. Resaltada la categoría femenina.
| Entrenador       | The Best | 2.º | 3.º | Años galardonado                   |
| ---------------- | -------- | --- | --- | ---------------------------------- |
| Sarina Wiegman   | 4        | 1   | 1   | 2017, 2018, 2019, 2020, 2022, 2023 |
| Emma Hayes       | 1        | 1   | 1   | 2020, 2023, 2024                   |
| Jill Ellis       | 1        | 1   | -   | 2016, 2019                         |
| Silvia Neid      | 1        | -   | -   | 2016                               |
| Reynald Pedros   | 1        | -   | -   | 2018                               |
| Jonatan Giráldez | -        | 1   | 1   | 2023, 2024                         |
| Nils Nielsen     | -        | 1   | -   | 2017                               |
| Phil Neville     | -        | 1   | -   | 2019                               |
| Jean-Luc Vasseur | -        | 1   | -   | 2020                               |
| Sonia Bompastor  | -        | 1   | -   | 2022                               |
| Pia Sundhage     | -        | -   | 2   | 2016, 2022                         |
| Gérard Prêcheur  | -        | -   | 1   | 2017                               |
| Asako Takakura   | -        | -   | 1   | 2018                               |
| Arthur Elias     | -        | -   | 1   | 2024                               |

Nota: No incluidos anteriores galardones de FIFA Balón de Oro.

## Premio a los aficionados

### Década del 2010
En la edición de 2016, se entregó el premio conjuntamente a las aficiones del Liverpool Football Club y del Borussia Dortmund por la comunión de los seguidores de ambos equipos en el partido de los cuartos de final de la Liga Europa disputado el 14 de abril en Anfield. Las aficiones entonaron antes del encuentro y al unísono la canción You’ll Never Walk Alone, identificativa de los dos equipos, y en conmemoración del vigésimo séptimo aniversario de la tragedia de Hillsborough.
Al siguiente año se le entregó a la afición del Celtic Football Club por su tifo en todos los asientos de su estadio durante el último partido de la temporada, el cual coincidió con el 50 aniversario de la victoria del equipo escocés en la Copa de Europa de 1967, como primer club británico en ganarla. Los seguidores de los «hoops» rindieron homenaje a aquel equipo, conocido como los «Lisbon Lions», con un impresionante mosaico humano en las gradas del Celtic Park.
Para 2018 se condecoró a los aficionados de la selección peruana por su presencia, cánticos y actuaciones durante el Mundial de Rusia. En palabras del máximo organismo, la FIFA, justificada por: “Viajar por la mitad del mundo para presenciar la primera aparición de su país en una Copa del Mundo en 36 años es ya un logro, pero los 40.000 peruanos que viajaron a Rusia hicieron algo más que simplemente animar a su equipo. Si bien todos los partidos de Perú tuvieron un gran ambiente gracias a ellos, su entusiasmo y actitud abierta les hizo ganarse un hueco en los corazones de la gente en Rusia y de las aficiones rivales.
En el fallo de 2019 el galardón recayó en una única aficionada, la brasileña Silvia Grecco, aficionada de la Sociedade Esportiva Palmeiras, en base a la pasión que pone hacia el fútbol, llevando a su hijo, ciego y autista, a los partidos de la S. E. Palmeiras y ella le narra el desarrollo de los encuentros para que su hijo lo pueda vivir con intensidad. Como ella misma manifestó: “Lo que da más placer a Nickollas en esta vida es el fútbol y seguirlo en el estadio. Le explico al detalle el ambiente y las características de cada jugador. Narrarle los goles es, sin duda alguna, lo más emocionante“.

### Década del 2020
En 2020 ganó un aficionado de Sport Club do Recife, el cual caminaba 64 kilómetros para ver cada partido de su club en el estadio.
En la premiación de 2021 el reconocimiento fue para las aficiones de Dinamarca y Finlandia por su comportamiento durante el partido de la Eurocopa 2020 en la que el jugador Christian Eriksen se desvaneció por un problema cardíaco y estuvo al borde de la muerte.
El galardón de la edición 2022 fue para la afición de Argentina distinguiendo su pasión por el fútbol y la selección en el Mundial 2022 colmando estadios en cada encuentro y en los festejos multitudinarios tras la obtención del tercer campeonato. En la terna estaban compitiendo la afición japonesa, reconocida por quedarse posterior a cada encuentro a limpiar las tribunas y Abdullah Al Salmi, un hincha saudí que recorrió el desierto árabe para llegar al mundial.
En 2023 ganó el premio un hincha del Club Atlético Colón argentino por la imagen obtenida en la grada durante un partido mientras daba el biberón a su hijo.

## Estadísticas
Para un completo detalle de las entregas del galardón véase Estadísticas del Premio The Best FIFA.